# 2018年夏威夷地震
2018年夏威夷地震 (英語：2018 Hawaii earthquake) 是指2018年5月4日22时32分55秒左右发生于美国夏威夷州近海的地震。是次地震震中位于北纬19.313度、西经154.998度，地震规模为MW 6.9级、Ms 6.9级，震源深度约为2.1千米，最大烈度为8（Ⅷ）度。本次地震已被列入美国地质勘探局2018年显著地震列表。截至2018年5月10日，共造成2人遇难、28人受伤。除此之外，虽然太平洋海啸预警中心认为本次地震无引发海啸风险，但夏威夷岛部分地区观测到了高为40厘米的海啸。

## 构造背景

### 构造机制
美国夏威夷群岛位于北太平洋长约6000千米的夏威夷-天皇海山链的东南端，火山和地震活动都很强烈。其中，尤其以南部的基拉韦厄火山和冒纳罗亚火山最为活跃。相应地，该地区的地震活动也较为活跃。研究表明，夏威夷地区的地震活动直接或间接地与火山活动过程有密切联系。在夏威夷地区，基拉韦厄火山区的b值最高，特别是喷发前时段为2.08。有观点认为，b值上升可能对应中强程度以上的地震，但这个观点还有争议。基拉韦厄火山附近的最近一次地震是1975年夏威夷地震。
夏威夷地区与岩浆活动、火山喷发系统活动直接有关的地震，要么发生在裂谷系统下面的浅部，要么在沿着火山口下面垂直的岩浆通道附近发生。这些事件多以震群形式出现，其特征分为两点，一为空间集中，二为震级不大。这些地震的发生是岩浆库和岩浆通道中体积变化或压强变化引起应力集中的结果。除此之外，一般而言，地震的孕育、发生和发展过程主要与区域作用力的方式、震源区内断面的几何学和力学性质等具有密切联系。夏威夷地区的地体中承受着由于岩浆侵入到裂谷中产生的强大水平侧向压力。

### 基拉韦厄火山喷发
早在本次地震发生前的2018年4月24至25日，基拉韦厄火山的岩浆湖内部就不断有白烟冒出，岩浆不断翻腾冒出。这种状况被日本气象厅视为发生火山喷发。同年5月3日，基拉韦厄火山发生喷发。根据史料记载，自1790年以来，截至本次喷发，基拉韦厄火山已经喷发了60多次。随后，基拉韦厄火山喷发活动持续，喷出的岩浆有时甚至高达70米。

## 机构反应
美国地质勘探局测定，2018年夏威夷地震发生于2018年5月4日22时32分55秒左右，震中位于北纬19.370度、西经155.032度，地震规模为MW 6.9级，震源深度约为5.0千米，最大烈度为8（Ⅷ）度。中国地震台网和日本气象厅测定的地震规模数值上均与美国地质勘探局相同，分别为Ms 6.9级和Mj 6.9级。而俄罗斯科学院测定的地震规模与上述机构有所不同，为Ms 6.4级。德国地球科学研究中心GEOFON台网中心测定本次地震的地震矩为2.9×1019 N·m，由此推出地震规模为MW 6.9级。而日本气象厅测定的地震矩为3.16×1019至4.13×1019 N·m，所求得的震级为MW 6.9至7.0级。
太平洋海啸预警中心认为，本次地震无引发海啸风险，故未发布海啸警报。然而，夏威夷岛沿岸在随后观测到了比较轻微的海啸。美国地质勘探局根据震级、损失评估程度和互联网在线震感调查三项指标，将本次地震、最大前震和第二大前震列入2018年显著地震列表。
据夏威夷州当地应急部门通告，当地居民和游客需要提防火山喷发后飘落的灰烬以及地质活动产生的有毒气体。来自夏威夷大学的研究表明，这类高浓度污染物可能会引发头痛、肺部和眼部不适等症状，可能会导致哮喘发作，尤其是青少年更容易受影响。美国地质勘探局火山危害协调官曼德维尔指出，本次基拉韦厄火山喷出的熔岩温度高达1200摄氏度。

2018年夏威夷地震序列规模与时间分布图
2018年夏威夷地震余震震中分布图
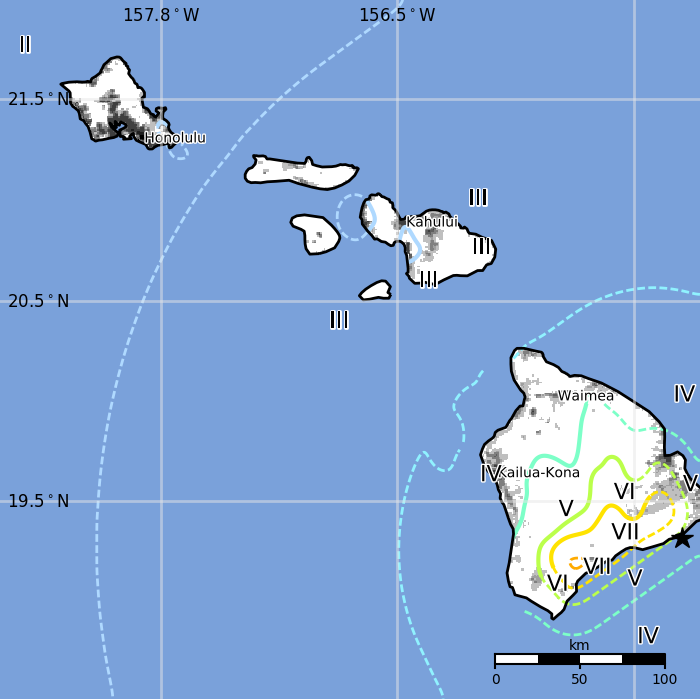
2018年夏威夷地震等震线图（英语：Isoseismal map）

## 震害情况

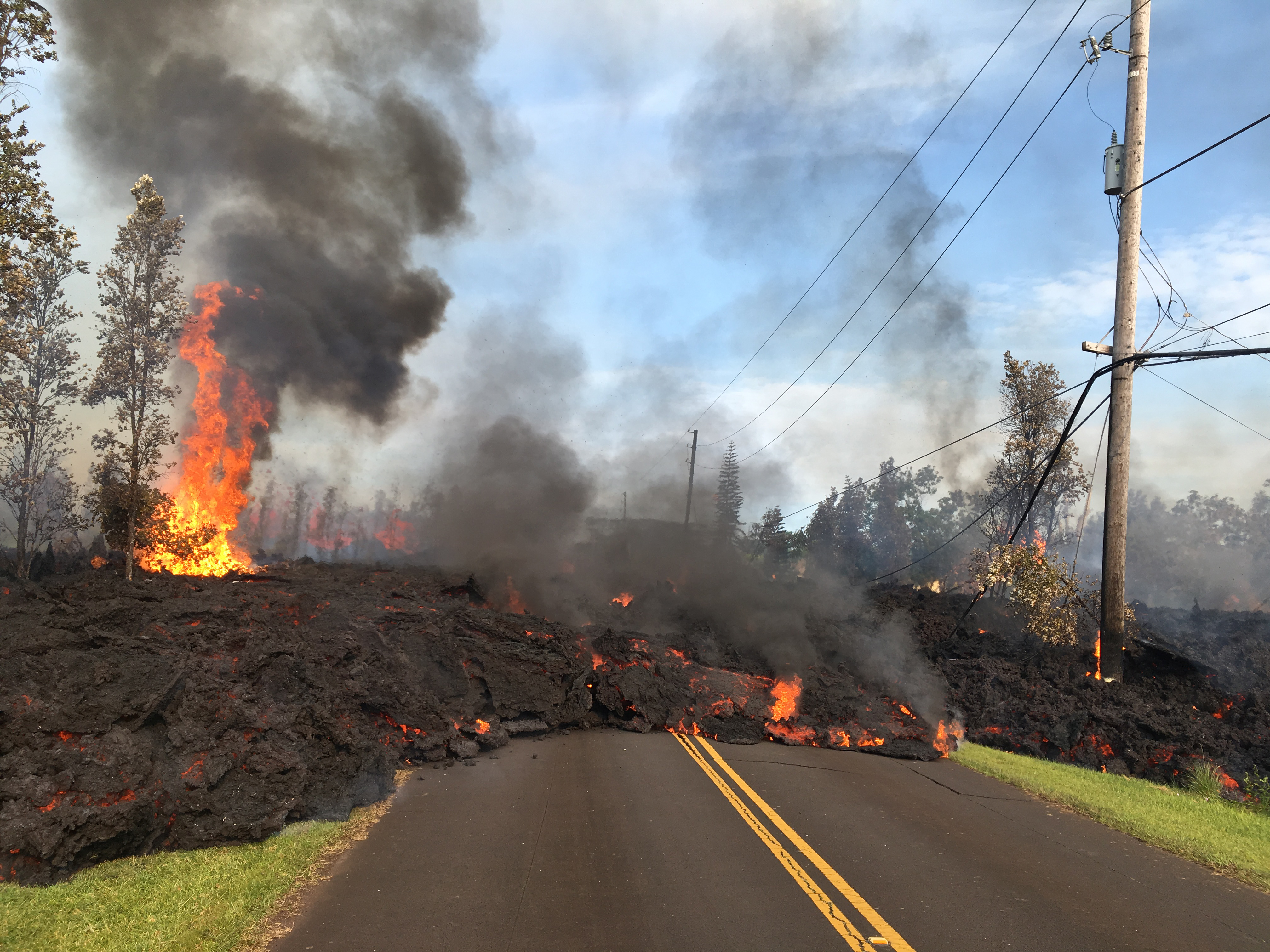
基拉韦厄火山喷发的岩浆阻断夏威夷岛荷欧库普街（Hoʻokupu Street）

在2018年5月3日基拉韦厄火山首次喷发后，美国夏威夷州州长大卫·伊艺宣布夏威夷岛进入“紧急状态”。本次地震和火山喷发的影响主要局限在基拉韦厄火山周边二三十公里以内，致使当地1700人离开住所避难，另外还有约90只宠物入住红十字会设立的紧急避难所。截至2018年5月10日，夏威夷岛共有35栋房屋被毁，还有2人遇难、28人受伤。部分道路受阻，局部地区出现了滑坡，导致海岸线被破坏。夏威夷州约有一万名居民被紧急疏散。在美国地质勘探局设立的互联网在线震感调查页面中，共收到了1600多份震感报告。根据这些震感报告，美国地质勘探局推测出本次地震的最大烈度为7（Ⅶ）度，但震中距为35千米的夏威夷国家公园反馈点的烈度被认为达到了9（IX）度。虽然太平洋海啸预警中心未发布海啸警报，但卡波霍、希洛和霍努阿波沿岸分别观测到了40厘米、20厘米和10厘米的海啸，不过这并没有导致这些地区附近的海平面发生明显的变化。
受本次地震和火山喷发影响，夏威夷火山国家公园被迫暂时关闭（后于同月6日重新开放）。虽然夏威夷岛的其他景点和机场不受影响正常营业，但当地酒店和活动策划方称，6月、7月和8月的预订量减少了15%到50%，带来了大约150万美元的经济损失。夏威夷旅游局广州办事处于2018年5月9日发布声明称，此次地震所影响的危险区仅有夏威夷岛东部仅26平方公里的偏僻地区，仅占该岛总面积的0.2%，而这一区域通常不会有游客前往观光。除此之外，夏威夷火山国家公园恢复全天开放。基拉韦厄火山喷发出的熔岩流经森林地区，使其变成焦土，随后涌入夏威夷岛的部分街道。夏威夷岛居民安伯·马库凯恩称，虽然她多年来早已习惯基拉韦厄火山喷发，但没想到这次不同于以往的情况，她家的小楼和院子均被岩浆吞噬。夏威夷岛帕霍亚居民基思·布罗克于7日回家取东西时，目睹到岩浆从自家后院喷涌出，冒出大量黑烟。